# Vledderveen
Vledderveen – wieś w Holandii, w prowincji Groningen, w gminie Stadskanaal.